# アローは友だち
「アローは友だち」（原題：Me and My Arrow）は、ハリー・ニルソンが1971年に発表した楽曲。同年に放映されたアニメーションTV映画『オブリオの不思議な旅』の挿入歌でもある。

## 概要
1971年2月2日、ABC放送でアニメーション映画『オブリオの不思議な旅』（原題： The Point!）が放映される。ハリー・ニルソンは映画の音楽を担当し、放映に先立ってその年の1月に同名のサウンドトラック・アルバムを発表する。「アローは友だち」は2月にシングルカットされ、ビルボード・Hot 100で34位を記録した。また6月19日付のキャッシュボックスのチャートで27位を記録した。
ダイアナ・ロスが1977年1月に発売したアルバム『An Evening with Diana Ross』の中でカバーした。
デイビー・ジョーンズは1978年1月に『オブリオの不思議な旅』のサウンドトラック・アルバムを発表。その中で本作品を歌った。
1995年5月に発売されたハリー・ニルソンのトリビュート・アルバム『For the Love of Harry: Everybody Sings Nilsson』においては、エイドリアン・ブリューがカバーしている。